# Oscar's Oasis
Oscar's Oasis is een televisieprogramma dat sinds 29 juni 2011 door het kabeltelevisienetwerk Disney XD uitgezonden wordt. 
Oscar's Oasis is ook te zien in 3D op de Nintendo 3DS via de applicatie Nintendo Video.

## Personages
- Oscar - De hoofdpersoon van de show. Hij is een gekko.
- Popy - Een van de drie slechteriken van de show. Ze is een Fennek (Woestijnvos).
- Buck - Een van de drie slechteriken van de show. Hij is een Gier.
- Harchi - Een van de slechteriken van de show. Hij rijdt vaak in een wagon. Hij is een Hyena.

## Afleveringen
De volgende afleveringen zijn reeds uitgezonden:
- Bad trip
- Egg race
- Baby doll
- Finding water
- Falling in love
- Hot dog way of
- Walking on the moon
- The fly
- Sweet Smell of Success

Afleveringen die te zien waren/zijn op de Nintendo 3DS:
- Oasis Cup
- Chicken Charmer
- Hiccup and Away
- Radio Active
- Power of Love